# Contigo pop y cebolla
Contigo pop y cebolla es el nombre del primer álbum de estudio, del dúo patagónico chileno Los Vásquez. Fue lanzado el 21 de agosto de 2010 en Chile y distribuido bajo el sello Feria Music.
El nombre del disco hace referencia al estilo musical que el grupo desarrolló denominado "Pop cebolla", que mezcla ritmos latinos como la cumbia, balada romántica, ranchera, reguetón entre otros con letras que hablan del amor y desamor.
Tras dos meses de su lanzamiento, obtiene "disco de Oro" por 5 mil copias vendidas. Casi un año después, a mediados del 2011 alcanza “disco de Platino” por 10 mil copias y sellaron el año llegando al “Doble disco de Platino” como el disco con más ventas del año 2011. Hasta junio del 2012 lograron las 50 mil copias vendidas, adquiriendo un “Quíntuple disco de Platino”, el cual a pedido de los hermanos fue cambiado a “Disco de Cobre” (50 mil copias). Hasta diciembre de 2013 acumula cerca de 60000 copias y se mantiene aún en los rankings de ventas.

## Sencillos
Ocho sencillos se desprendieron del disco debut, haciendo que el disco se mantuviera en promoción radial interrumpida durante más de tres años. 
- Tú me haces falta
- Miénteme una vez
- Juana María
- Te amaré en clandestinidad
- Me enamoré con una mirada
- Por amor
- No me quería
- Voy por ti

### Otros sencillos
Además de los sencillos oficiales, otras canciones también tuvieron rotación en las radios, principalmente debido a su utilización en teleseries nacionales. 
- Como hojas al viento
- Qué tienes tú

## Lista de canciones
Todas las canciones escritas y compuestas por Ítalo y Enzo Vázquez, excepto donde se indique. 
| Contigo pop y cebolla |                                                              |          |  |
| N.º                   | Título                                                       | Duración |  |
| 1.                    | «Intro»                                                      |          |  |
| 2.                    | «Tú me haces falta»                                          | 2:59     |  |
| 3.                    | «Voy por ti»                                                 | 3:41     |  |
| 4.                    | «Qué tienes tú»                                              | 3:28     |  |
| 5.                    | «Déjame y olvídame»                                          | 2:55     |  |
| 6.                    | «Te amaré en clandestinidad»                                 | 3:00     |  |
| 7.                    | «Sin ti me muero»                                            | 3:46     |  |
| 8.                    | «Miénteme una vez»                                           | 3:52     |  |
| 9.                    | «Tu me engañabas»                                            | 3:42     |  |
| 10.                   | «Estás con otro»                                             | 3:16     |  |
| 11.                   | «Me enamoré con una mirada»                                  | 3:03     |  |
| 12.                   | «No me quería» (Italo Vásquez, Enzo Vásquez, Vannia Vásquez) | 4:09     |  |
| 13.                   | «Como hojas al viento»                                       | 3:38     |  |
| 14.                   | «Te esperaré»                                                | 3:06     |  |
| 15.                   | «Por amor» (Sady Yáñez Werner)                               | 3:30     |  |
| 16.                   | «Juana María»                                                | 3:16     |  |
| 17.                   | «Estoy, estoy» (Juan Ernesto Vásquez)                        | 3:09     |  |
| 55:23                 |                                                              |          |  |

## Músicos

### Los Vásquez
- Ítalo Vásquez: Voz y guitarra.
- Enzo Vásquez: Voz, acordeón y teclados.

### Músicos de apoyo
- José "Chino" Melián: Batería, timbales y bongó.
- Juan "Bata" Calderón: Congas y accesorios.
- Ángel López: Guitarras.
- Yerson Zumelzu: Bajo.
- }Nelson Balboa: Teclados.
- Ronald Guerra: Trompetas.
- Gerardo Godoy: Güiro.
- Gonzalo Tapia: Cencerro.
- Santiago de la Cruz: Coros.

### Producción
- Grabación, mezcla y masterización: Enzo Vásquez.
- Arreglos musicales: Enzo e Ítalo Vásquez.
- Producción ejecutiva y fonográfica: Santiago de la Cruz.

### Arte
- Fotografías: Verónica Quense.
- Fotos adicionales: Familia Keupuchur Cobos y Carlos González.